# Марсинг (Айдахо)
Марсинг (англ. Marsing) — місто в окрузі Овайгі, штат Айдахо, США. Згідно з переписом 2010 року населення становило 1031 особу, що на 141 особу більше, ніж 2000 року.

## Географія
Марсинг розташований за координатами 43°32′47″ пн. ш. 116°48′38″ зх. д. / 43.54639° пн. ш. 116.81056° зх. д. (43.546360, -116.810422).  За даними Бюро перепису населення США в 2010 році місто мало площу 1,78 км², з яких 1,77 км² — суходіл та 0,02 км² — водойми.

## Демографія

### Перепис 2010 року
За даними перепису 2010 року, у місті проживало 1 031 осіб у 371 домогосподарствах у складі 266 родин. Густота населення становила 585,4 ос./км². Було 403 помешкання, середня густота яких становила 228,8/км². Расовий склад міста: 74,9 % білих, 1,6 % індіанців, 0,4 % азіатів, 20,6 % інших рас, а також 2,6 % людей, які зараховують себе до двох або більше рас. Іспанці та латиноамериканці незалежно від раси становили 33,8 % населення.
Із 371 домогосподарства 39,9 % мали дітей віком до 18 років, які жили з батьками; 54,4 % були подружжями, які жили разом; 12,7 % мали господиню без чоловіка; 4,6 % мали господаря без дружини і 28,3 % не були родинами. 24,8 % домогосподарств складалися з однієї особи, у тому числі 10,5 % віком 65 і більше років. У середньому на домогосподарство припадало 2,78 мешканця, а середній розмір родини становив 3,37 особи.
Середній вік жителів міста становив 35,4 року. Із них 29,5 % були віком до 18 років; 8,4 % — від 18 до 24; 22,8 % від 25 до 44; 26,1 % від 45 до 64 і 13,1 % — 65 років або старші. Статевий склад населення: 49,8 % — чоловіки і 50,2 % — жінки.
Середній дохід на одне домашнє господарство  становив 36 065 доларів США (медіана — 28 199), а середній дохід на одну сім'ю — 38 382 долари (медіана — 30 093). Медіана доходів становила 28 194 долари для чоловіків та 23 250 доларів для жінок. За межею бідності перебувало 28,8 % осіб, у тому числі 40,9 % дітей у віці до 18 років та 15,1 % осіб у віці 65 років та старших.
Цивільне працевлаштоване населення становило 451 осіб. Основні галузі зайнятості: сільське господарство, лісництво, риболовля — 24,8 %, роздрібна торгівля — 18,6 %, виробництво — 18,6 %.

### Перепис 2000 року
За даними перепису 2000 року, у місті проживало 890 осіб у 332 домогосподарствах у складі 235 родин. Густота населення становила 512,9 ос./км². Було 366 помешкань, середня густота яких становила 210,9/км². Расовий склад міста: 74,04 % білих, 0,45 % афроамериканців, 1,12 % індіанців, 0,22 % азіатів, 0,11 % тихоокеанських остров'ян, 22,36 % інших рас і 1,69 % людей, які зараховують себе до двох або більше рас. Іспанці та латиноамериканці незалежно від раси становили 26,97 % населення.
Із 332 домогосподарств 32,8 % мали дітей віком до 18 років, які жили з батьками; 52,7 % були подружжями, які жили разом; 14,5 % мали господиню без чоловіка, і 29,2 % не були родинами. 24,4 % домогосподарств складалися з однієї особи, у тому числі 12,0 % віком 65 і більше років. У середньому на домогосподарство припадало 2,68 мешканця, а середній розмір родини становив 3,24 особи.
Віковий склад населення: 29,0 % віком до 18 років, 10,2 % від 18 до 24, 24,6 % від 25 до 44, 19,3 % від 45 до 64 і 16,9 % від 65 років і старші. Середній вік жителів — 35 років. Статевий склад населення: 51,2 % — чоловіки і 48,8 % — жінки.
Середній дохід домогосподарств у місті становив $27 639, родин — $32 667. Середній дохід чоловіків становив $23 036 проти $16 786 у жінок. Дохід на душу населення в місті був $13 273. Приблизно 12,5 % родин і 17,0 % населення перебували за межею бідності, включаючи 27,2 % віком до 18 років і 13,9 % від 65 і старших.